# Islàndia al Festival de la Cançó d'Eurovisió 2012
| Edició                   | 2012                                                                                               |
| Televisio(ns) implicades | RÚV                                                                                                |
| Nom de la preselecció    | Söngvakeppni Sjónvarpsins                                                                          |
| Dates                    | Les semifinals comencen el 14 de gener de 2012. La final està prevista per l'11 de febrer de 2012. |
| Format                   | Preselecció oberta: tres semifinals i una gran final.                                              |
| Presentadors             | Reynir Þór Eggertsson                                                                              |
| Nombre de participants   | 15                                                                                                 |

La televisió pública islandesa torna a emprar el seu habitual format de preselecció oberta, anomenat Söngvakeppni Sjónvarpsins, per escollir el seu representant per a l'edició de 2012.

## Organització
La RÚV va obrir un període de recepció de propostes des del dia 8 de setembre fins al dia 10 d'octubre de 2011. En total, l'ens va rebre 150 propostes.

Tots els candidats, que han de tindre la nacionat islandesa o ser residents legals, es van sotmetre al veredicte d'un jurat de la cadena, que va triar els 15 artistes que competiran a la fase televisada. Aquesta edició, comptarà amb tres semifinals i una gran final.

El jurat es compon de la soprano Valgerður Guðnadóttir i dels ex-representants islandesos Eirikur Hauksson (Festivals de 1986 i 2007) i Hera Bjork (edició de 2010).

A cada semifinal hi participaran cinc artistes, dels que dos es qualificaran via televot per a la gran final. El jurat podrà afegir alguns finalistes addicionals.

## Candidats
Les candidatures anunciades per la RÚV són:

Semifinal 1:

- Íris Hólm – Leyndarmál
- Gréta Salóme and Jónsi – Mundu eftir mér
- Fatherz’n'sonz – Rýtingur
- Heiða Ólafsdóttir – Við hjartarót mína
- Blár opal – Stattu upp

Semifinal 2:

- Ellert Jóhannsson – Ég kem með
- Simbi og Hrútspungarnir - Hey
- Rósa Birgitta Ísfeld - Stund með þér
- Regína Ósk Óskarsdóttir - Hjartað brennur
- Guðrún Árný Karlsdóttir - Minningar

Semifinal 3:

- Greta Salóme, Heiða & Guðrún Árný - Aldrei sleppir mér
- Herbert Guðmundsson - Eilíf ást
- Iris Lind Verudóttir - Aldrei segja aldrei
- Magni Ásgeirsson - Hugarró
- Svenni Þór - Augun þín

## Resultats
- Semifinal 1: 14 de gener de 2012.

Artistes qualificats per a la final:
- Gréta Salóme & Jónsi – Mundu eftir mér
- Blár opal – Stattu upp

- Semifinal 2: 21 de gener de 2012.

Artistes qualificats per a la final:
- Regína Ósk Óskarsdóttir - Hjartað brennur
- Simbi og Hrútspungarnir - Hey

- Semifinal 3: 28 de gener de 2012.

Artistes qualificats per a la final:
- Magni Ásgeirsson - Hugarró
- Greta Salóme, Heiða and Guðrún Árný - Aldrei sleppir mér

Invitació especial del jurat per a la final: 
- Rósa Birgitta Ísfeld - Stund med